# Joao Grimaldo
Joao Grimaldo   (Lima, 20 de febrer de 2003), és un futbolista peruà que juga com a davanter de l'Sporting Cristall, a la Lliga peruana de futbol, i de la Selecció de futbol del Perú.

## Biografia
Grimaldo va néixer el 20 de febrer de 2003 al districte de Rimac, Lima, la capital del Perú. Fins i tot de petit es va inclinar a practicar el futbol ofensiu i va ser provat a les divisions menors del club Atlético Rimac. Colegio San Andrés era el nom de l'equip de la promoció de 2002, creat per competir a la Copa Toque y Gol, l'equip va guanyar aquest torneig. Paral·lelament, es va formar a l'Acadèmia Cantolao, competint a la Copa de l'Amistat 2015 i romanent amb l'equip fins als 12 anys, edat a la qual Esther Grande de Bentin va poder fitxar-lo.
Després de ser clau en diversos partits de diferents competicions, va estar en el punt de mira dels directius de l'Sporting Cristal que van comprar el seu carnet el 2016. A les divisions menors, va guanyar el torneig Centenari Sub-15 2018 i la Copa Generation Sub-18 en la seva darrera temporada amb les reserves.

## Carrera esportiva

### Sporting Cristal

#### 2020: Debut al primer equip
El debut de Grimaldo amb l'Sporting Cristal ja ha generat grans expectatives al club, tot i que es va haver d'ajornar, ja que la lliga peruana va haver de patir una suspensió de diverses dates per l'aparició i propagació del COVID-19. " Va ser un somni fet realitat, però tinc altres objectius per aquest any. El meu objectiu és debutar al primer equip, vull guanyar-me una plaça. He de treballar molt a l'entrenament ", va recordar Grimaldo després d'un amistós el 20 de gener de 2020 contra l'Independiente del Valle, on va fer una assistència.

El seu debut va arribar finalment el 28 de novembre de 2020, als 17 anys, en un partit del campionat nacional, una oportunitat en què el seu equip de l'Sporting Cristal es va enfrontar a Cantolao, un dels millors equips de secundària del país en aquell moment. Grimaldo era suplent, i al descans l'entrenador de l'equip Roberto Mosquera li va demanar que entrés. Va entrar amb la samarreta número 33 com a substitut de Washington Corozo als vint minuts de la segona part. En la primera jugada en què va participar, va fer un "canyo" -passant la pilota entre les cames d'un altre jugador- sobre Castillo Peña, marcador central de Cantolao, va fer una falta i va fer que el seu rival fos expulsat. Sobre això. a On a Sky Blue Afternoon Grimaldo va dir: "Els meus companys em veuen com un d'ells i només vull ser un exemple." Després del partit, Grimaldo fins i tot va rebre una petita quota, però la recompensa més gran va ser el respecte dels aficionats. així com ressenyes de la premsa:
"Pot ser un malson per a qualsevol defensa. És ràpid, pot anar en els dos sentits, maneja amb competència el peu esquerre i té una bona passada final. El problema és que l'extrem normalment no feia bons dies: les seves interrupcions, comprensibles a la seva edat, no li van permetre consolidar-se com a titular en un equip que sempre està pressionat per guanyar".
Va ser el seu únic partit del 2020 per a Grimaldo, va formar part del primer equip que va guanyar aquella temporada i va ser guardonat amb el primer títol del futbol peruà.

#### 2021–2023: Consolidació en el primer equip
El 2021, Grimaldo ja s'ha consolidat a l'onze titular de l'equip i ha fet una bona temporada amb La Celeste, jugant 27 partits i marcant un gol. Durant el partit contra el Racing per la Copa Libertadores va entrar a l'onze titular, però el partit no va tenir èxit tant per a João com per al club que va perdre 2-0. Tanmateix, el Cristal va tenir una excel·lent actuació a les copes nacionals, ja que el 30 de maig va guanyar la primera etapa contra l'Universidad San Martín per 2-0 amb gols d'Hohberg i Riquelme. El mes següent, el 25 de juny, va marcar el seu primer gol en un partit contra l'Ayacucho de Huamanga. El porter era Maximiliano Cavallotti. El 27 del mes següent va guanyar la Copa del Bicentenari, davant Carlos Manucci, amb Joao Grimaldo marcant el gol del torneig.
A principis del 2022, Joao s'estava perfilant com un dels inclosos en el primer equip. Durant la Liga 1, la seva mitjana de puntuació ha augmentat significativament, passant de 0,09 l'any passat a 0,38 durant el campionat actual. No obstant això, malgrat el seu nombre creixent en el futbol peruà, no va ser considerat per l'entrenador de la selecció sènior de l'època. A l'abril, João va jugar un partit amb l'Sporting Cristal contra el San Martín en el primer partit del campionat, on va marcar dos gols. Al setembre va patir la primera suspensió de la seva carrera, jugant contra el Binacional de Guillermo Briceño Rosamedina. Les semifinals de la lliga es van jugar contra el Futbol Club Melgar, els dies 2 i 6 de novembre. El primer partit el va guanyar Melgar, al Monumental, amb 2 a 0, mentre que el segon va acabar amb el mateix resultat del rival, al Nacional de Lima. En aquest partit el 36. minut, Grimaldo va ser retirat amb molèsties al múscul de la cama dreta després d'una dura entrada d'Alec Deneumostier al minut dinou del partit. Al final de la temporada, en què el Cristal va quedar tercer al campionat nacional, Grimaldo va acabar marcant un total de 4 gols en 25 partits jugats.

## Selecció peruana
Grimaldo va debutar amb la selecció del Perú el 12 de setembre de 2023 en una derrota per 0-1 contra el Brasil a Lima.

## Estadístiques

### Club
Actualitzat a l'últim partit jugat el 29 d'octubre de 2023.
| Club | Div.          | Temporada     | Lliga   | Lliga | Lliga   | Copes(1) | Copes(1) | Copes(1) | Internacional(2) | Internacional(2) | Internacional(2) | Total(3) | Total(3) | Total(3) | Mitja golejadora |
| Club | Div.          | Temporada     | Partits | Gols  | Assist. | Partits  | Gols     | Assist.  | Partits          | Gols             | Assist.          | Partits  | Gols     | Assist.  | Mitja golejadora |
| --- | ------------- | ------------- | ------- | ----- | ------- | -------- | -------- | -------- | ---------------- | ---------------- | ---------------- | -------- | -------- | -------- | ---------------- |
| Sporting Cristal Perú | 1a            | 2020          | 1       | 0     | -       | No hubo  | No hubo  | No hubo  | —                | —                | —                | 9        | 0        | 0        | 0                |
| Sporting Cristal Perú | 1a            | 2021          | 16      | 0     | 3       | 4        | 1        | 1        | 7                | -                | -                | 27       | 1        | 4        | 0.04             |
| Sporting Cristal Perú | 1a            | 2022          | 24      | 4     | 4       | No hubo  | No hubo  | No hubo  | 1                | -                | -                | 25       | 4        | 4        | 0.16             |
| Sporting Cristal Perú | 1a            | 2023          | 32      | 9     | 9       | No hubo  | No hubo  | No hubo  | 11               | 1                | 2                | 43       | 10       | 11       | 0.19             |
| Sporting Cristal Perú | Total club    | Total club    | 73      | 13    | 16      | 4        | 1        | 1        | 19               | 1                | 2                | 96       | 15       | 19       | 0.14             |
| Total carrera | Total carrera | Total carrera | 73      | 13    | 16      | 4        | 1        | 1        | 19               | 1                | 2                | 96       | 15       | 19       | 0.14             |
| (1) Inclou dades de la Copa Bicentenario.(2) Inclou dades de la Copa Libertadores i Copa Sudamericana. (3) No inclou gols en partits amistosos. |               |               |         |       |         |          |          |          |                  |                  |                  |          |          |          |                  |

### Internacional
Actualitzat a l'últim partit jugat el 21 d'novembre de 2023.
| Selecció      | Any           | Oficials | Oficials | Amistós | Amistós | Total   | Total |
| Selecció      | Any           | Partits  | Gols     | Partits | Gols    | Partits | Gols  |
| ------------- | ------------- | -------- | -------- | ------- | ------- | ------- | ----- |
| Perú Sub-17   | 2019          | 9        | 0        | —       | —       | 9       | 0     |
| Perú Sub-20   | 2020          | 5        | 0        | 6       | 1       | 11      | 1     |
| Perú Sub-20   | Total         | 14       | 0        | 6       | 1       | 20      | 1     |
| Perú          | 2023          | 4        | 0        | —       | —       | 4       | 0     |
| Perú          | Total         | 4        | 0        | 0       | 0       | 4       | 0     |
| Total carrera | Total carrera | 18       | 0        | 6       | 1       | 24      | 1     |

## Palmarès

### Campionats estatals
| Títol             | Club             | País | Any  |
| ----------------- | ---------------- | ---- | ---- |
| Lliga peruana     | Sporting Cristal | Perú | 2020 |
| Copa Bicentenario | Sporting Cristal | Perú | 2021 |